# Windsor (New South Wales)
Windsor ist eine Stadt mit 1.915 Einwohnern im australischen Bundesstaat New South Wales. Windsor befindet sich 56 Kilometer nordwestlich des Stadtzentrums von Sydney und ist der Sitz des lokalen Verwaltungsgebiets (LGA) City of Hawkesbury. Am Ufer des Hawkesbury River gelegen ist es die drittälteste Siedlung in Australien.
Ursprünglich Green Hills genannt, wurde die Siedlung 1791 an den fruchtbaren Ufern des Hawkesbury River gegründet. Mit der Proklamation der Stadt im Jahr 1810 durch Gouverneur Lachlan Macquarie erhielt sie ihren endgültige Namen Windsor, nach der englischen Stadt Windsor in Berkshire.
In Windsor entdeckte der Astronom John Tebbutt am 13. Mai 1861 den Großen Kometen C/1861 J1 und am 22. Mai 1881 den Großen Kometen C/1881 K1.
Der geographische Vorteil dieser Region, per Schiff von Sydney aus erreicht werden zu können, machte Windsor in der Anfangszeit zum Hauptgetreidelieferanten für die wachsende Metropole mit dem großen Nahrungsmittelbedarf. Die Intensivierung der Landwirtschaft führte zu einer zunehmenden Versandung des Hawkesbury River und ab den 1890er Jahren war der Wasserweg für Schiffe blockiert.
Noch heute sind in der Stadt viele Gebäude der europäischen Siedler zu besichtigen, wie das Court House aus dem Jahr 1821 und die St Matthew’s Anglican Church von 1817.

## Söhne und Töchter der Stadt
- Daniel Egan (1803–1870), Bürgermeister von Sydney
- John Tebbutt (1834–1916), Astronom
- Harry Moses (1858–1938), Cricketspieler
- Marianne Curley (* 1959), Jugendbuchautorin
- Sean Abbott (* 1992), Cricketspieler